# موضة (فلم)
موضة (بالإنجليزية: Fashion) هو فلم درامي هندي تم إنتاجه في سنة 2008 وهو من إنتاج وإخراج مادور بنداركار وبطولة بريانكا تشوبرا و كانغانا رانوت و مودا غودسي و سمير سوني و أرباز خان و أرجان بجوة، الفلم يتكلم عن فتاة تصبح عارضة أزياء مشهورة في الهند وكيف تعيش عارضة الأزياء هذه حياتها، تمكن الفلم من حصد أرباح قدرها 180 مليون روبية هندية أي حوالي 2.8 مليون دولار أمريكي وقد فاز الفلم بجائزة فيلم فير لأفضل ممثلة وأفضل ممثلة مساعدة في فبراير 2009، كما ترشح لنيل جائزة أفضل مخرج إلا أنه نال انتقادات في التصوير والموسيقى والأداء.
www.coco.fashion

## روابط خارجية
- مقالات تستعمل روابط فنية بلا صلة مع ويكي بيانات